# The Ride (Los Lobos)
The Ride è un album dei Los Lobos, pubblicato dalla Hollywood Records (anche dalla Mammoth Records) nel maggio del 2004.Album celebrativo del trentennale di vita del gruppo, partecipano per l'occasione numerosi ed illustri loro colleghi come ospiti in vari brani.

## Tracce
1. La venganza de los pelados – 4:51 (David Hidalgo, Louie Pérez, Luis Torress)
2. Rita – 5:20 (David Hidalgo, Louie Pérez)
3. Is This There Is? – 4:43 (David Hidalgo, Louie Pérez)
4. Chamed – 5:00 (David Hidalgo, Louie Pérez)
5. Somewhere in Time – 4:15 (Dave Alvin, David Hidalgo, Louie Pérez)
6. Wicked Rain/Across 110th Street – 8:14 (Bobby Womack, Louie Pérez)
7. Kitate – 3:29 (David Hidalgo, Louie Pérez, Tom Waits)
8. Hurry Tomorrow – 4:33 (Cesar Rosas, Robert Hunter)
9. Ya se va – 4:54 (Cesar Rosas, David Hidalgo, Ruben Blades)
10. Wreck of the Carlos Rey – 5:58 (David Hidalgo, Louie Pérez)
11. Matter of Time – 2:55 (David Hidalgo, Louie Pérez)
12. Someday – 4:38 (David Hidalgo, Louie Pérez)
13. Chains of Love – 5:15 (David Hidalgo, Louie Pérez)
14. Phone Call from Rita – 0:31

## Musicisti
- David Hidalgo - voce, chitarra, violino
- Cesar Rosas - voce, chitarre
- Steve Berlin - sax, tastiere, strumenti a fiato
- Conrad Lozano - basso, chitarra, voce
- Louie Pérez - batteria, chitarra, percussioni, voce

Musicisti aggiunti
- Joselo Rangel - chitarra elettrica (brano: 1)
- Café Tacuba (ospite brano 1)
- Emmanuel de Real - jaranas, tastiera (brano: 1)
- Garth Hudson - tastiera (brani: 1 e 11)
- Garth Hudson - organo Hammond (brano: 13)
- Alejandro Flores - requinto jarocho, chitarra guapanguera, chitarra quinta (brano: 1)
- Elfego Buendia - voce (brano: 1)
- Mitchell Froom - tastiera (brano: 2)
- Greg Leisz - pedal steel guitar (brani: 2, 5 e 11)
- Little Willie G (ospite brano: 3)
- Dave Alvin (ospite brano: 5)
- Bobby Womack (ospite brano: 6)
- Reverend Charles Williams - pianoforte, organo Hammond (brano: 6), clavinet (brano: 12)
- Martha Gonzalez (ospite brano: 7)
- Tom Waits (ospite brano: 7)
- Ruben Blades (ospite brano: 9)
- Alberto Salas - pianoforte (brano: 9)
- Richard Thompson (ospite brano: 10)
- Elvis Costello (ospite brano: 11)
- Mavis Staples (ospite brano: 12)
- Lonnie Jordan - organo Hammond (brano: 12)
- Francisco Torres - trombone (brano: 7)